# Festuca cumminsii
Festuca cumminsii är en gräsart som beskrevs av Otto Stapf. Festuca cumminsii ingår i släktet svinglar, och familjen gräs. Inga underarter finns listade i Catalogue of Life.